# Friedrich Duss Maschinenfabrik
Die Friedrich Duss Maschinenfabrik GmbH & Co. KG ist auf die Entwicklung, die Produktion und den Vertrieb von Bohr- und Meißelhämmern sowie Diamantbohrmaschinen für den professionellen Einsatz spezialisiert. Duss ist neben Bosch und Hilti der bekannteste Hersteller von Bohrhämmern.
Das Unternehmen geht auf Friedrich Duss zurück, der im Jahr 1920 in Neubulach im Schwarzwald, wo sich noch heute der Unternehmenssitz befindet, eine kleine Werkstatt zur Fertigung von Schalttafeln und Drehstrommotoren gründete. Heute ist Duss ein modernes Industrieunternehmen für Bohr-, Meißel- und Diamantbohrtechnik, das sich durch zahlreiche Patente und höchste Produktqualität international einen Namen gemacht hat. 1964 brachte Duss den ersten Bohrhammer mit integrierter Staubabsaugung und Absaugbohrer auf den Markt. Im Jahr 2016 wurde die Firma von der Bundesanstalt für Arbeitsschutz und Arbeitsmedizin, BAuA in der Kategorie staubarme Technik ausgezeichnet. Die Produktion findet ausschließlich in Deutschland statt. Die Unternehmenskultur ist mittelständisch geprägt.

## Weblink
- Broschüre der Firma Duss (PDF; 1,2 MB)